# 圣叙尔皮斯代克西德伊
圣叙尔皮斯-代克西德伊（法語：Saint-Sulpice-d'Excideuil，法語發音：[sɛ̃ sylpis dɛksidœj]，意为“埃克西德伊的圣叙尔皮斯”）是法国多尔多涅省的一个市镇，位于该省北部，属于农特龙区。

## 地理
圣叙尔皮斯-代克西德伊（45°23'22"N, 1°0'24"E）面积19.72 平方千米，位于法国新阿基坦大区多爾多涅省，该省份为法国西南部内陆省份，是法國本土面积第三大的省，大致对应佩里戈尔地区，北起顺时针与夏朗德省、上维埃纳省、科雷兹省、洛特省、洛特-加龙省、吉倫特省和滨海夏朗德省接壤。
与圣叙尔皮斯-代克西德伊接壤的市镇（或旧市镇、城区）包括：萨拉扎克、迪萨克、克莱蒙代克西德伊、圣日耳曼德普雷、圣若里拉布卢、伊勒河畔科尔尼亚克、楠蒂亚。
圣叙尔皮斯-代克西德伊的时区为UTC+01:00、UTC+02:00（夏令时）。

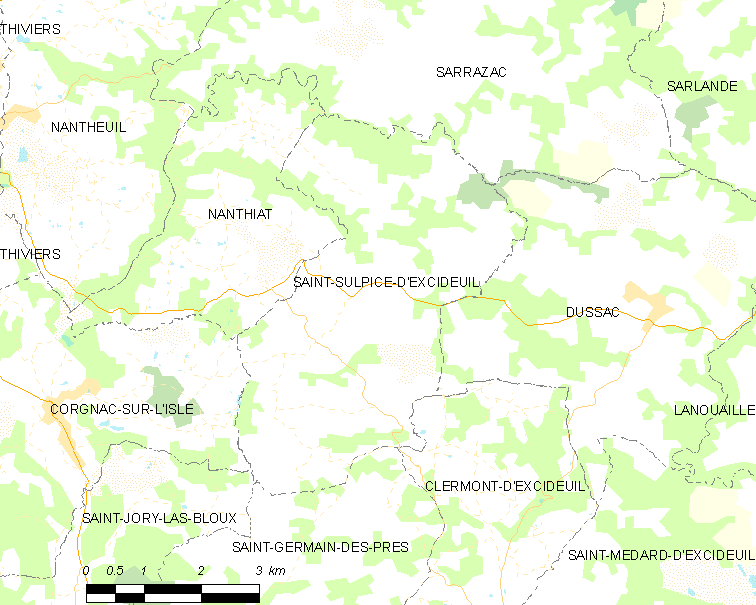
圣叙尔皮斯-代克西德伊的OSM定位图

## 行政
圣叙尔皮斯-代克西德伊的邮政编码为24800，INSEE市镇编码为24505。

## 政治
圣叙尔皮斯-代克西德伊所属的省级选区为伊勒-卢-欧韦泽尔县。

## 人口
圣叙尔皮斯-代克西德伊于2022年1月1日时的人口数量为368人。

1962-2008年间圣叙尔皮斯-代克西德伊人口变化图示